# Florida Cup

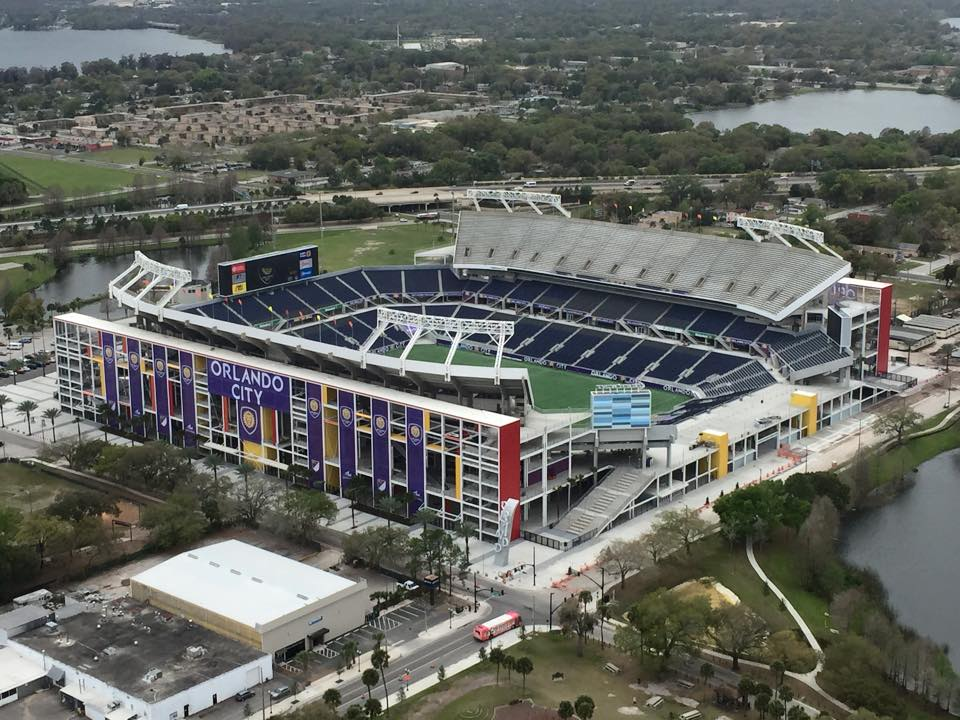
Das Camping World Stadium in Orlando, regelmäßiger Austragungsort des Florida Cup.

Der Florida Cup ist ein Vorbereitungsturnier für Vereinsmannschaften im Fußball. Seit der Saison 2015/16 findet es einmal pro Jahr in einer oder mehreren Städten im US-Bundesstaat Florida statt. Vermarktet wird das Turnier derzeit von Adidas, dem Universal Orlando Resort, Camping World und weiteren Sponsoren. Das Teilnehmerfeld besteht größtenteils aus Mannschaften aus Europa und Südamerika.

## Bisherige Turniere
| Jahr | Sieger                  | Platz 2                 | Platz 3                    | Platz 4                   | Austragungsort(e)                          |
| ---- | ----------------------- | ----------------------- | -------------------------- | ------------------------- | ------------------------------------------ |
| 2015 | 1. FC Köln              | Bayer 04 Leverkusen     | Corinthians São Paulo      | Fluminense Rio de Janeiro | Orlando, Jacksonville                      |
| 2016 | Atlético Mineiro        | Bayer 04 Leverkusen     | Internacional Porto Alegre | Corinthians São Paulo     | Orlando, Fort Lauderdale, Boca Raton       |
| 2017 | FC São Paulo            | Corinthians São Paulo   | CR Vasco da Gama           | River Plate               | Orlando, Fort Lauderdale, Saint Petersburg |
| 2018 | Atlético Nacional       | Barcelona Sporting Club | Glasgow Rangers            | PSV Eindhoven             | Orlando, Saint Petersburg, Lauderhill      |
| 2019 | Flamengo Rio de Janeiro | Ajax Amsterdam          | Eintracht Frankfurt        | FC São Paulo              | Orlando, Saint Petersburg                  |
| 2020 | Palmeiras São Paulo     | Atlético Nacional       | Corinthians São Paulo      | New York City FC          | Orlando                                    |
| 2021 | FC Everton              | Millonarios FC          | Atlético Nacional          | UNAM Pumas                | Orlando                                    |
| 2022 | FC Arsenal              | FC Chelsea              | Charlotte FC               | Club América              | Orlando, Charlotte, Paradise               |